# 1959年の宝塚歌劇公演一覧
本項目では、1959年の宝塚歌劇公演一覧（1959ねんのたからづかかげきこうえんいちらん）について示す。

## 一覧
（）内は、作者または演出者名。

### 宝塚公演

#### 星組
- 1月1日 - 1月30日　宝塚大劇場
  - 『日本美女絵巻』（白井鐡造、菅沼潤・植田紳爾　脚本）
  - 『ミュージック・アルバム』（白井鐡造　演出）

#### 月組
- 2月1日 - 2月26日　宝塚大劇場
  - 『日本美女絵巻』（白井鐡造、菅沼・植田　脚本）
  - 『ミュージック・アルバム』（白井鐡造　演出）

#### 花組
- 3月1日 - 3月24日　宝塚大劇場
  - 『恋河童』（北條秀司）
  - 『椿姫』（高木史朗）

#### 雪組
- 3月26日 - 4月29日　宝塚大劇場
  - 『花田植』（郷土芸能研究会　構成、渡辺武雄　演出、川井秀幸　脚本）
  - 『ラヴリー・ロマンス』（内海重典）

#### 星組
- 5月1日 - 5月31日　宝塚大劇場
  - 『黒あざ姫と炭焼』（宇野信夫）
  - 『シャンソン・ダムール』（高木史朗　構成・演出）

#### 花組
- 6月2日 - 6月29日　宝塚大劇場
  - 『家なき天使』（内海重典）
  - 『アルプスへの招待』（高木史朗）

#### 月組
- 7月1日 - 7月30日　宝塚大劇場
  - 『浅間の殿様』（北條秀司）
  - 『ダル・レークの恋』（菊田一夫　作、春日野八千代　演出）

#### 雪組
- 8月1日 - 8月31日　宝塚大劇場
  - 『弓張月』（白井鐡造、菅沼潤　脚本）

#### 月組
- 9月2日 - 9月29日　宝塚大劇場
  - 『邪宗門』（鴨川清作）
  - 『五番街のお嬢さん』（内海重典）

#### 星組
- 10月1日 - 10月30日　宝塚大劇場
  - 『芦刈』（宇野信夫）
  - 『アモーレ』（岡田恵吉）

#### 花組
- 11月1日 - 11月30日　宝塚大劇場
  - 『猫と小僧と人形』（二世西川鯉三郎　構成・演出、内海重典　構成、菅沼潤　脚本）
  - 『君ありてこそ』（内海重典）

#### 雪組
- 12月2日 - 12月27日　宝塚新芸劇場
  - 『大地の歌』（菅沼潤）
  - 『恋盗人』（植田紳爾）
  - 『ホリデーピンク』（横澤英雄）

### 東京公演

#### 雪組
- 1月1日 - 1月30日　東京宝塚劇場
  - 『初春大漁踊り<鯨>』（郷土芸能研究会　構成、渡辺武雄　演出、川井秀幸　脚本）
  - 『花の饗宴』（高木史朗）

#### 月組
- 4月1日 - 4月29日　東京宝塚劇場
  - 『恋河童』（北條秀司）
  - 『ミュージック・アルバム』（白井鐡造）

#### 星組
- 7月2日 - 7月30日　東京宝塚劇場
  - 『淀君』（白井鐡造　脚本・演出）
  - 『シャンソン・ダムール』（高木史朗　構成・演出）

#### 花組
- 8月2日 - 8月30日　東京宝塚劇場
  - 『花田植』（郷土芸能研究会　構成、渡辺武雄　演出、川井秀幸　脚本）
  - 『アルプスへの招待』（高木史朗）

#### 雪組
- 10月2日 - 10月27日　東京宝塚劇場
  - 『弓張月』（白井鐡造、菅沼潤　脚本）

#### 月組
- 10月30日 - 11月27日　東京宝塚劇場
  - 『浅間の殿様』（北條秀司）
  - 『ダル・レークの恋』（菊田一夫　作、春日野八千代　演出）

### 宝塚・東京以外の日本公演

#### 花組
- 3月29日 - 4月5日　名古屋・名鉄ホール
  - 『になひ文』（水田茂）
  - 『三つのワルツ』（白井鐡造）

- 4月14日 - 4月28日　名古屋、津、岩国、広島
  - 『花姿宝塚踊り』（白井鐡造　構成）
  - 『になひ文』（水田茂）
  - 『モン・パリ』（白井鐡造　構成）

#### 特例
- 10月17日　大阪・フェスティバルホール
  - 『娘道成寺』

#### 月組
- 12月6日 - 12月13日　名古屋・名鉄ホール
  - 『ブロードウェイ・シンデレラ』（高木史朗）
  - 『浅間の殿様』（北條秀司）

### カナダ・アメリカ公演
- 1959年7月26日日本出発、11月20日帰国。[1]

公演日程と公演地
- カナダ公演
  - 7月26日　横浜港出発
  - 8月10日 - 15日　バンクーバー
- アメリカ公演
  - 8月17日 - 22日　シアトル
  - 8月24日 - 29日　ポートランド
  - 9月1日　サンタモニカ
  - 9月2日 - 6日　ロサンゼルス
  - 9月10日 - 13日　シカゴ
  - 9月16日 - 10月3日　ニューヨーク
  - 10月5日 - 10月6日　ワシントン
  - 10月7日 - 10月17日　ヤングスタウン、クリーブランド、デトロイト、ピッツバーグ、コロンバス
  - 10月13日 - 10月14日　イーストランシング　　　　　　　　　　　　　　　　　　
  - 10月15日　ウェストラファイエット
  - 10月16日　ブルーミントン
  - 10月17日　ミルウォーキー
  - 10月20日 - 10月21日　ミネアポリス
  - 10月22日 - 11月7日　デモイン、セントルイス、カンサスシティ、オクラホマシティ、シュリーブポート、ボーモント、オースティン、ヒューストン、ラボック、アルバカーキ、ツーソン、サンディエゴ
  - 11月6日 - 15日　サンフランシスコ
  - 11月20日　東京羽田空港帰着

主な演目
第1部：『花の踊り』（白井鐡造　構成）
第2部：『四つのファンタジア』（白井鐡造　作・演出）
第3部：『宝塚踊り』（白井鐡造　構成）
参加スタッフ
- 団長：阿部泰一
- 副団長：益田秀高
- 音楽指揮：高橋廉
- 通訳：高田蓉子
- 舞台監督：川井秀幸
- 衣裳：山村ヨネ
- 〃 ：奥田コヅエ
- 〃 ：鉄野末子
- 床山：生駒福次郎
- 〃 ：森末子

選抜生徒
- 天津乙女
- 打吹美砂
- 清川はやみ
- 黒木ひかる
- 水原節子
- 瑠璃豊美
- 梓真弓
- 鳴美千賀子
- 高田和美

- 寿美花代
- 花空季衣
- 木花咲耶
- 三鈴寿子
- 松乃みどり
- 白雪式娘
- 真帆志ぶき
- 朝凪美舟
- 浜木綿子

- 高千穂佑子
- 夏ノ宮千世子
- 藤里美保
- 松島三那子
- 時凡子
- 麻鳥千穂
- 飛鳥妙子
- 吉月朱美
- 天乃小舟

- 夏亜矢子
- 加茂さくら
- 有明月子
- 内重のぼる
- 近衛真理
- 大空美鳥
- 鮎川三鶴
- 多摩川濤子
- 鮎川三知代

- 日夏有里
- 真木弥生
- 千波淳
- 園浅慈
- 和歌鈴子
- 初川かすみ

（全42名）